# Sergio Lugo
Sergio Lugo Barrón (ur. 10 kwietnia 1957 w mieście Meksyk) – były meksykański piłkarz występujący najczęściej na pozycji obrońcy, obecnie asystent trenera Guadalajary.
Lugo podczas swojej kariery zawodniczej występował w dwóch zespołach: Atlético Español (obecnie Necaxa) i C.D. Guadalajara. Z drugą z wymienionych drużyn był związany przez 11 lat, aż do zakończenia kariery piłkarskiej w 1992 roku. Zanotował pięć występów w reprezentacji Meksyku w latach 1985–1987.
Karierę trenerską Lugo rozpoczął jako asystent szkoleniowca Víctora Vuceticha – najpierw towarzyszył mu w Pachuce, a następnie w Veracruz. W latach 2008–2010 był pomocnikiem trenera De la Torre w Toluce, z którym wywalczył dwa tytuły mistrzowskie (Apertura 2008, Bicentenario 2010). Pierwszym trenerem Czerwonych Diabłów został wówczas, gdy De la Torre objął posadę selekcjonera kadry narodowej. Jesienią 2011 został asystentem nowego trenera C.D. Guadalajara, Fernando Quirarte.